# Magyar Hírlap
Magyar Hírlap (/ˈmɒɟɒɾ ˈhiːɾlɒp/) est un quotidien hongrois fondé en 1968 par le Conseil national de la République populaire de Hongrie.
Proche de l'Alliance des démocrates libres (Szabad Demokraták Szövetsége) au début des années 1990 mais vanté pour la rigueur de ses informations, il est devenu après sa faillite de 2004 un journal de centre-droit. Son nom signifie « Gazette hongroise ».
Il est maintenant un journal conservateur, nationaliste et proche de l'Église catholique et surtout très proche du parti conservateur-nationaliste Fidesz de Viktor Orbán.